# Westerhoven

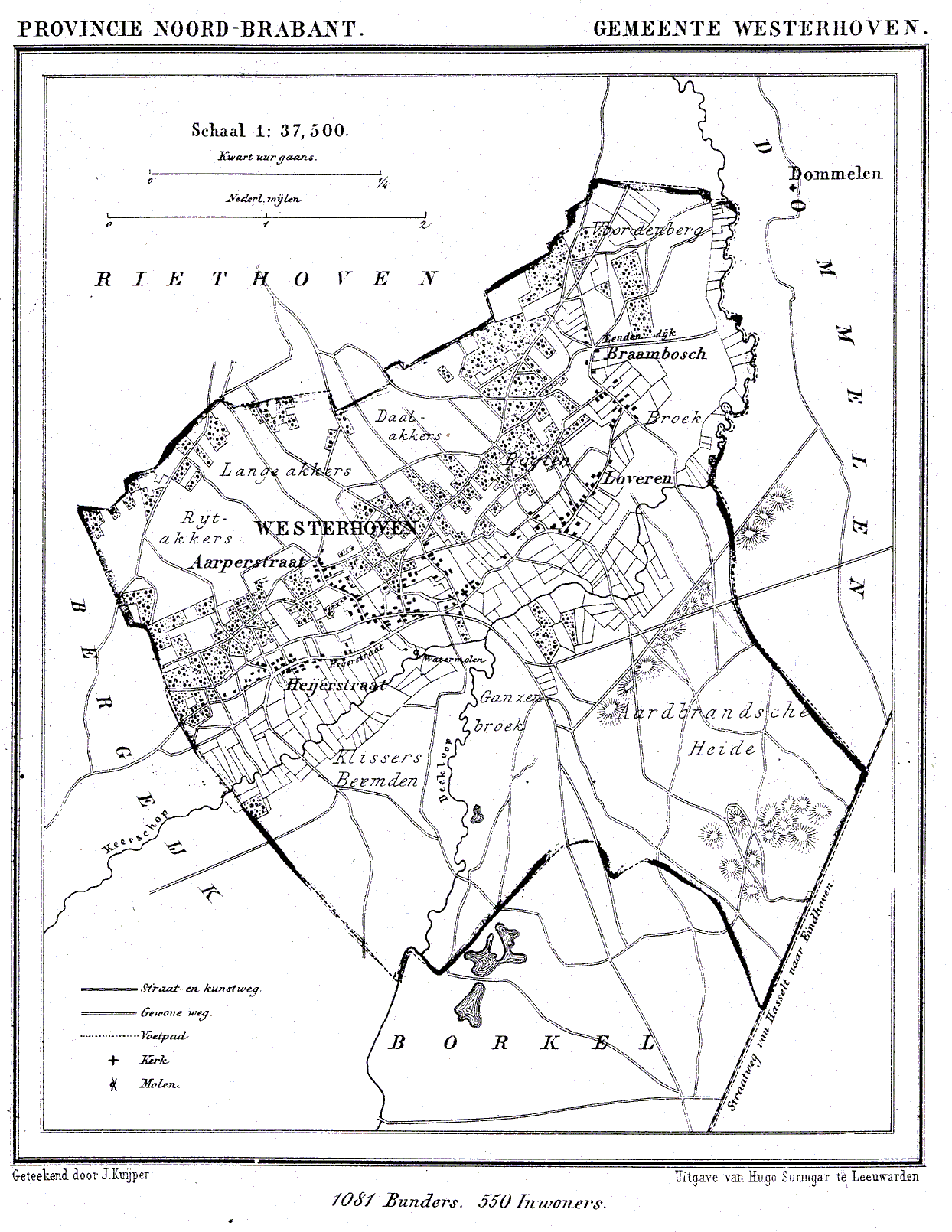
Westerhoven en 1869

Westerhoven est un village néerlandais, situé dans la commune de Bergeijk, province du Brabant-Septentrional. Westerhoven se trouve une dizaine de kilomètres au sud-ouest d'Eindhoven, dans la partie est de la Campine néerlandaise, sur le Keersop.
Depuis le 1er janvier 1997, Westerhoven fait partie de la commune de Bergeijk. Avant, le village constituait une commune indépendante.
En 1840, la commune comptait 104 maisons et 537 habitants, dont 260 dans le bourg de Westerhoven et le hameau de Heuvel, 90 à Loven, 71 à Braambosch et 116 à Heide.